# Baia di Henry
La baia di Henry è una piccola baia situata nella zona orientale delle costa di Sabrina, nella parte occidentale della Terra di Wilkes, in Antartide. All'interno della baia, che si trova di fronte alla piattaforma glaciale Università di Mosca, e in particolare nella sua parte occidentale, è presente l'arcipelago delle isole Henry.

## Storia
La baia di Henry è stata mappata nel 1955 da G. D. Blodgett grazie a fotografie aeree scattate durante l'operazione Highjump, 1946-1947, ed è stata così battezzata dal Comitato consultivo dei nomi antartici in onore di Wilkes Henry, un midshipman del Vincennes, uno sloop che prese parte alla Spedizione di Wilkes, 1838-42, ufficialmente conosciuta come "United States Exploring Expedition" e comandata da Charles Wilkes.